# Топліца (Селаж)
Топліца (рум. Toplița) — село у повіті Селаж в Румунії. Входить до складу комуни Летка.
Село розташоване на відстані 383 км на північний захід від Бухареста, 37 км на північний схід від Залеу, 65 км на північ від Клуж-Напоки.

## Населення
За даними перепису населення 2002 року у селі проживали 148 осіб, усі — румуни. Усі жителі села рідною мовою назвали румунську.